# Rhacaplacarus eximius
Rhacaplacarus eximius är en kvalsterart som först beskrevs av Wojciech Niedbała 1982.  Rhacaplacarus eximius ingår i släktet Rhacaplacarus och familjen Phthiracaridae. Inga underarter finns listade i Catalogue of Life.